# 延寿郡
延寿郡（えんじゅ-ぐん、中国語: 延壽郡）はかつて中国に存在した郡。現在の中華人民共和国陝西省渭南市臨渭区下邽鎮一帯に相当する。
後魏により雍州に設置された 。583年（開皇3年）、隋朝により廃止された。

## 下部行政区
- 下邽県[2]